# Amalophyllon macrophyllum
Amalophyllon macrophyllum är en tvåhjärtbladig växtart som först beskrevs av Wiehler, och fick sitt nu gällande namn av Boggan, L.E. Skog och Roalson. Amalophyllon macrophyllum ingår i släktet Amalophyllon och familjen Gesneriaceae. Inga underarter finns listade i Catalogue of Life.